# Mirmande

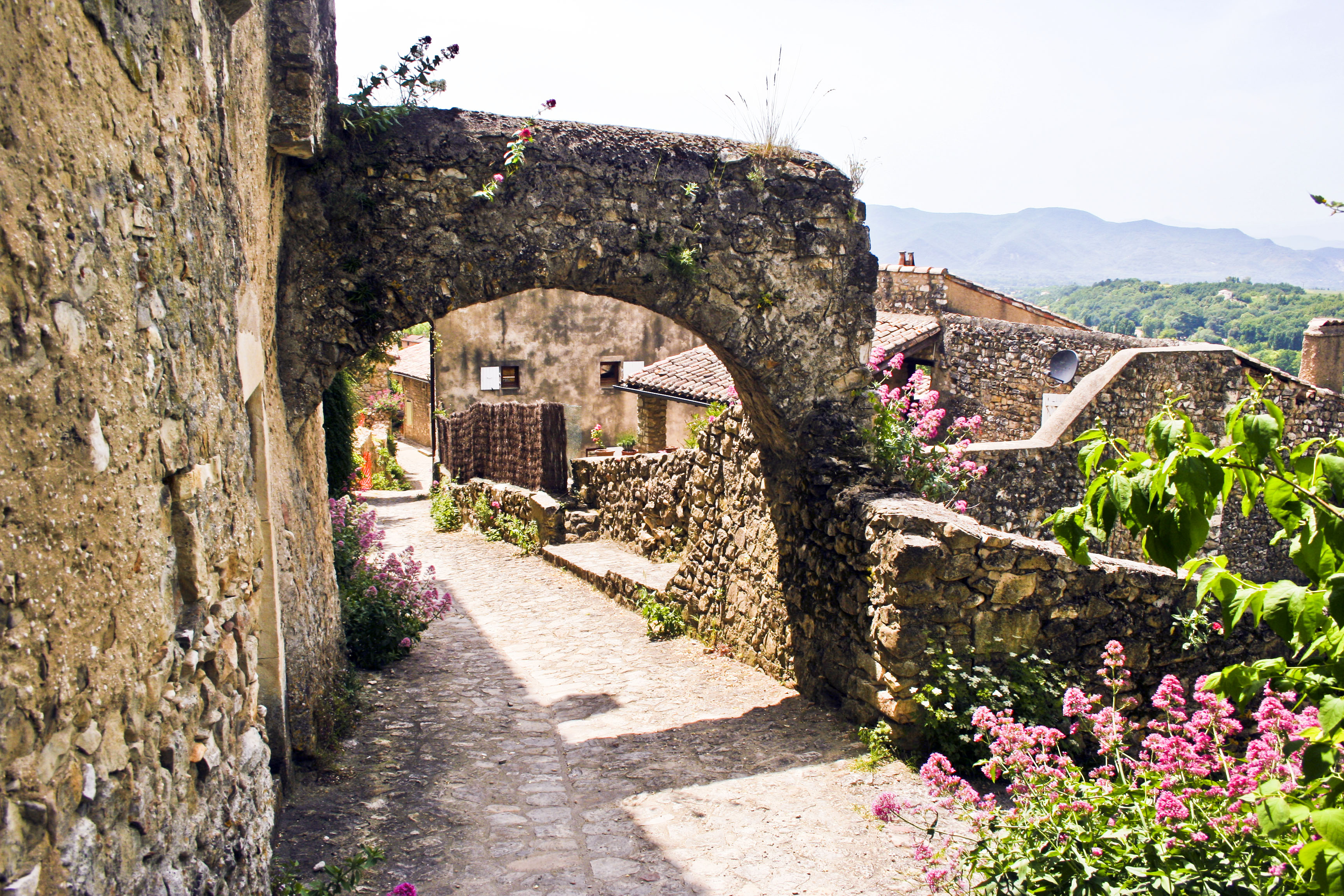
Calle del pueblo

Mirmande es una comuna francesa del departamento del Drôme en la región de Ródano-Alpes. Se encuentra situada 20 km al norte de Montélimar, 40 km al sur de Valence y 7 al de Loriol, su cabeza de cantón. 
Su paisaje de suaves colinas típico del valle del Drôme y la amplia variedad botánica de su Verger du Charreyron con más de 100 especies de frutales autóctonos franceses le valen estar inscrita en la lista de les Plus Beaux Villages de France.
Su nombre viene del latín mirus (maravillas) mandare (cargar de) y ha ido siguiendo modificaciones a lo largo de los años de Castrum Mirimandae, Mirimanda, Miremande a finalmente Mirmanda desde el siglo XVII.

## Demografía
| 816 | 459 | 459 | 407 | 420 | 497 | 503 |
| Para los censos de 1962 a 1999 la población legal corresponde a la población sin duplicidades (Fuente: INSEE [Consultar]) |     |     |     |     |     |     |